# Sandbostel
Sandbostel is een plaats in de Duitse deelstaat Nedersaksen. De gemeente maakt deel uit van de Samtgemeinde Selsingen, gelegen in de Landkreis Rotenburg (Wümme). Sandbostel telt 814 inwoners.

## De plaats Sandbostel
Tot de gemeente behoren het hoofddorp Sandbostel, en de kleinere dorpen (Ortsteile) Mintenburg, Ober Ochtenhausen en Heinrichsdorf.
Door Sandbostel en het ten noordwesten ervan gelegen Mintenburg stroomt het -niet voor grote schepen bevaarbare- riviertje de Oste.
Ten zuiden van het dorp heeft in vermoedelijk de 9e eeuw een Karolingische walburcht Altenburg gestaan. Het dorp zelf ontstond ook in de late middeleeuwen rondom een ridderhofstede. Afgezien van de episode rondom het Kamp Sandbostel, vanaf plm. 1939, zijn er geen historische feiten van meer dan regionaal belang overgeleverd. Mintenburg ontstond in 1796 als veenkolonie.
Sandbostel en omgeving bestaat verder uit weinig belangrijke boerendorpjes.

## Kamp Sandbostel
In de Tweede Wereldoorlog lag in Sandbostel, tussen het dorp van die naam en het ten zuidwesten daarvan gelegen Ortsteil Heinrichsdorf, een krijgsgevangenen- en concentratiekamp, Stalag X-B Sandbostel waar ook Anton de Kom overleed in april 1945. De bekende schrijver Giovannino Guareschi, bekend van Don Camillo, heeft er in 1943 of 1944 enige tijd als Italiaans krijgsgevangene vastgezeten.

### Galerij

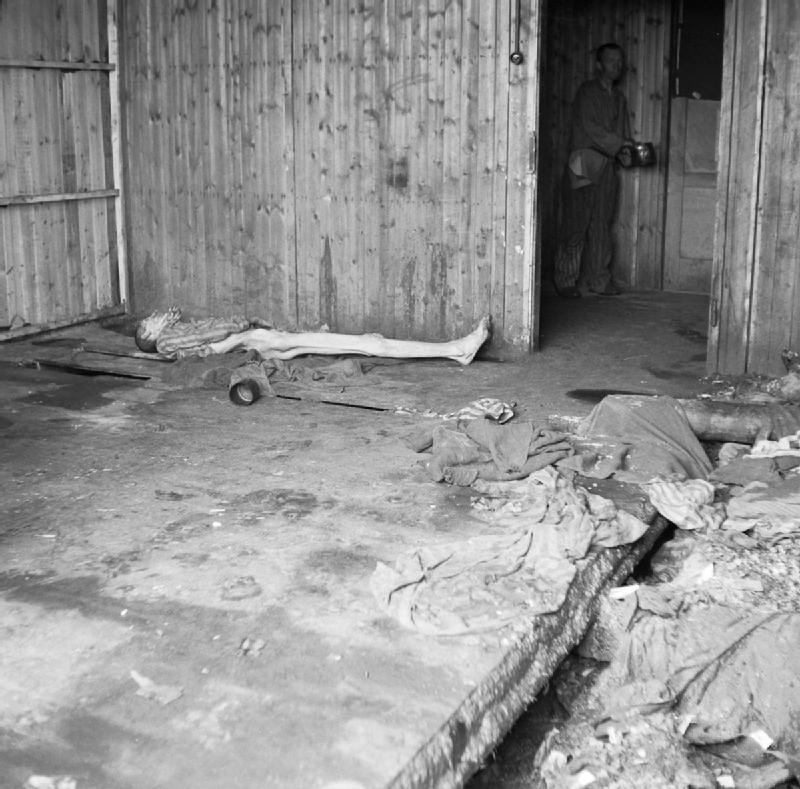
Bevrijding van het Kamp Sandbostel.
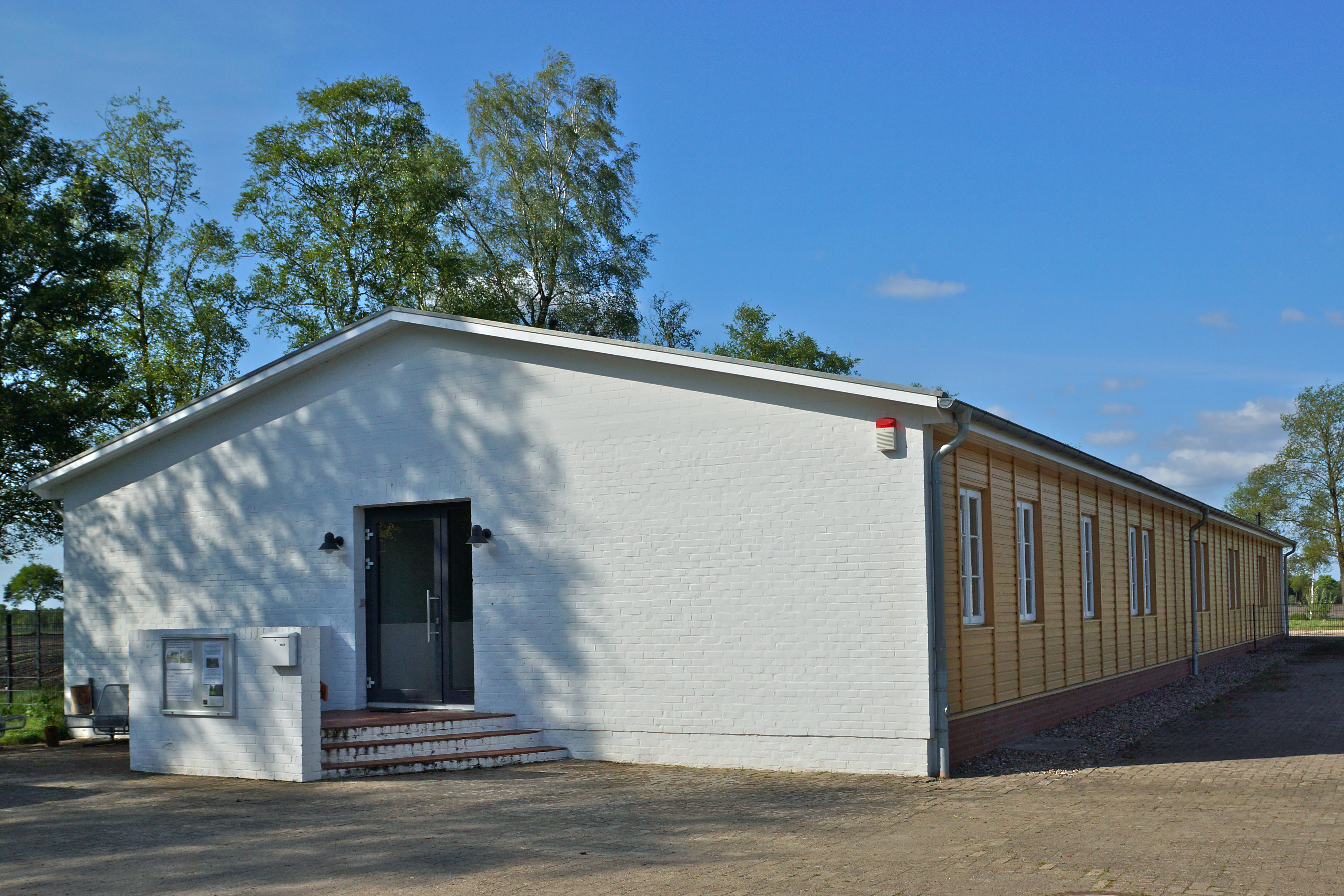
Museum van het krijgsgevangenen- en concentratiekamp
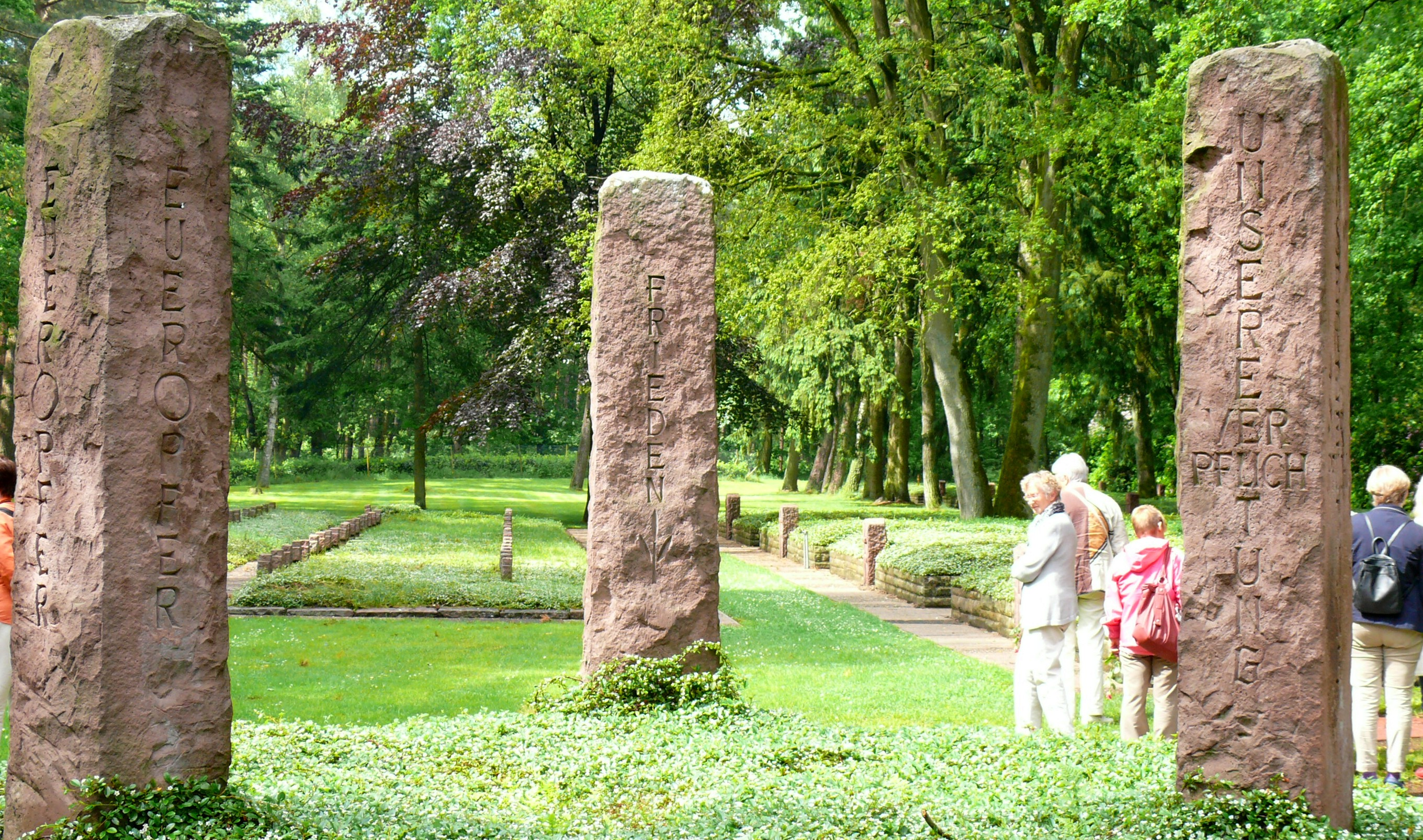
Kamp Sandbostel gedenkplaats
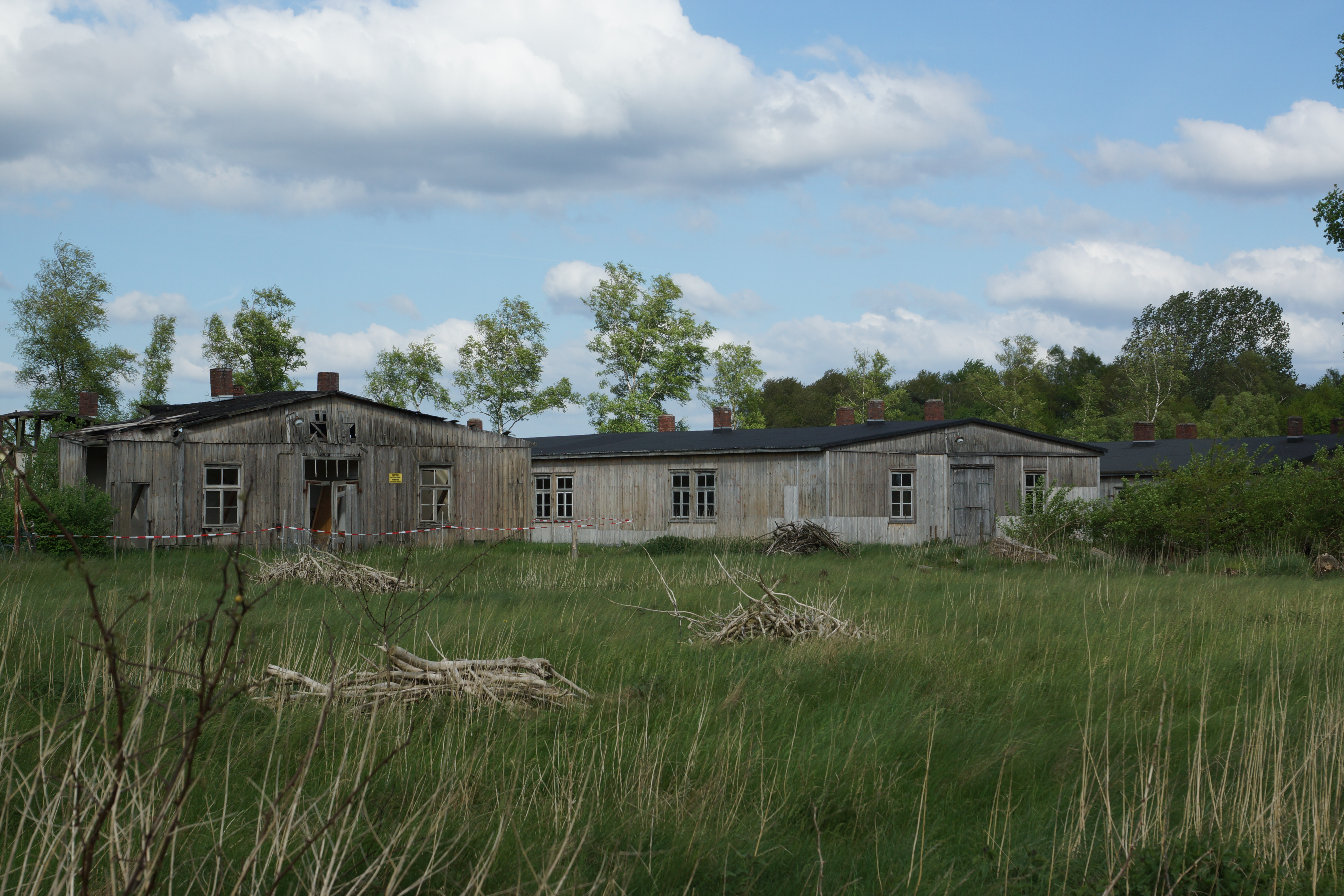
Barakken van Kamp Sandbostel, die als deel van de gedenkplaats zijn blijven staan
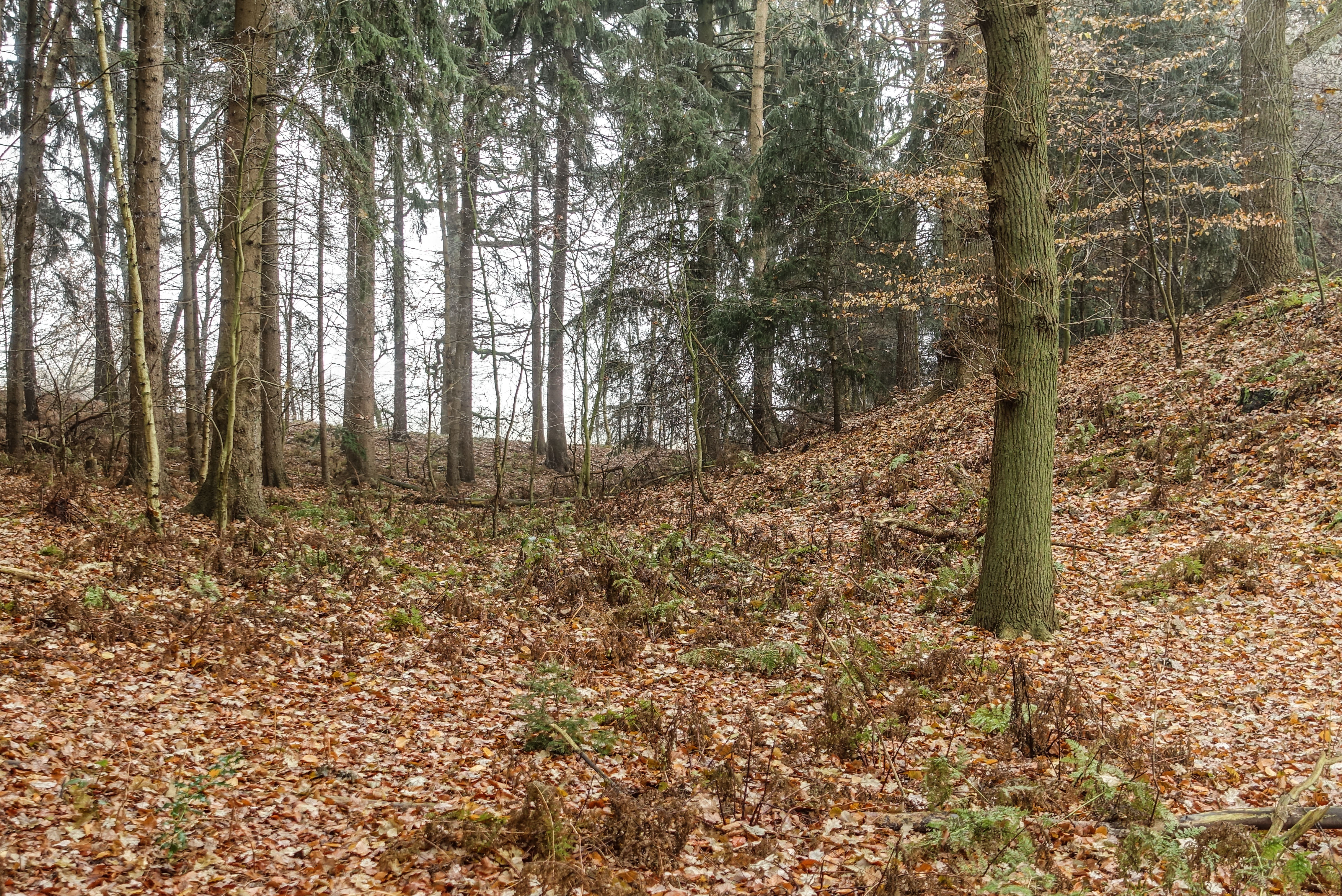
Locatie walburg Altenburg